# Азатиоприн
Азатиоприн — лекарственное средство, мощный иммуносупрессивный препарат цитотоксического и цитостатического действия.
Впервые был синтезирован в 1959 году Джорджем Хитчингом и Гертрудой Белл Элайон. В 1962 году его уже с успехом применяли в практике трансплантологии почек.
Азатиоприн включён в Перечень жизненно необходимых и важнейших лекарственных средств.

## Фармакологическое действие
Иммуносупрессивный препарат, имидазольное производное 6-меркаптопурина, конкурентный антагонист гипоксантина. По химическому строению близок к пуриновым основаниям. Оказывает иммунодепрессивное и цитостатическое действие. Включаясь в метаболические реакции, нарушает синтез нуклеиновых кислот, конкурирует с гипоксантином и гуанином за гипоксантин-гуанин-фосфорибозилтрансферазу, при участии которой происходит образование тиоинозиновой кислоты (ТИК) из меркаптопурина. ТИК ингибирует ряд реакций с участием инозиновой кислоты, включая её превращение в ксантиновую и адениловую кислоты. В ходе метилирования ТИК образуется вещество, блокирующее глютамин-5-фосфорибозилпирофосфат аминотрансферазу — фермент, инициирующий путь пуринового синтеза рибонуклеотидов. В связи с потерей способности клеток образовывать ТИК, возможно развитие резистентности опухолевых клеток к азатиоприну.
По сравнению с меркаптопурином оказывает более выраженное иммуносупрессивное действие при меньшей цитостатической активности. В высоких дозах (10 мг/кг) угнетает функцию костного мозга, подавляет пролиферацию гранулоцитов, вызывает лейкопению.

## Фармакокинетика
После приёма внутрь азатиоприн хорошо всасывается из желудочно-кишечного тракта. Максимальная концентрация в плазме крови достигается через 1-2 ч. В организме азатиоприн расщепляется с образованием 6-меркаптопурина и метилнитроимидазола.
При введении в средних терапевтических дозах в плазме крови создаются очень низкие концентрации активного вещества (менее 1 мг/мл), не коррелирующие с выраженностью и продолжительностью клинического эффекта (что обусловлено содержанием тиопурина в тканях). Связывание с белками плазмы низкое.
Метаболизируется в эритроцитах и в печени с образованием фармакологически неактивного метаболита (6-тиомочевая кислота) под влиянием ксантиноксидазы. Основными путями метаболизма являются окисление и метилирование.
Удаляется при проведении гемодиализа, быстро исчезает из кровеносного русла. Проникает через плацентарный барьер.

## Показания
Профилактика реакции отторжения трансплантата (в составе комбинированной терапии). Болезнь Крона, неспецифический язвенный колит, ревматоидный артрит тяжёлого течения, системная красная волчанка, дерматомиозит, узелковый периартериит, вульгарная пузырчатка, идиопатическая тромбоцитопеническая пурпура, приобретённая гемолитическая анемия, гангренозная пиодермия, хронический гепатит.

## Режим дозирования
Устанавливают индивидуально с учётом показаний, тяжести течения заболевания, режима дозирования одновременно назначаемых препаратов и гематологической переносимости. Суточная доза варьирует от 1 мг/кг до 5 мг/кг. Лечение длительное.

## Побочное действие

### Со стороны системы кроветворения
Миелосупрессия (лейкопения, тромбоцитопения, анемия); возможно развитие вторичных инфекций, мегалобластный эритропоэз и макроцитоз; в единичных случаях — гемолитическая анемия.

### Со стороны пищеварительной системы
Возможны тошнота, рвота, анорексия, холестатический гепатит; у реципиентов трансплантатов отмечены панкреатит, эрозивно-язвенные поражения и кровотечения из желудочно-кишечного тракта, некроз и перфорация кишечника.

### Аллергические реакции
Возможны кожная сыпь, артралгии, миалгии, лекарственная лихорадка.

### Прочие
В единичных случаях — острая почечная недостаточность, острые лёгочные заболевания, менингеальные реакции.

## Противопоказания
Беременность, повышенная чувствительность к азатиоприну и/или меркаптопурину.

## Беременность и лактация
Азатиоприн строго противопоказан к применению при беременности. В период лечения женщины детородного возраста должны использовать надёжные методы контрацепции.
При необходимости применения в период лактации следует прекратить грудное вскармливание.
В экспериментальных исследованиях установлено тератогенное, эмбриотоксическое и канцерогенное действие азатиоприна.

## Особые указания
В течение первых 8 недель лечения показан еженедельный контроль картины периферической крови, в последующем - 1-2 раза в месяц, а также периодический контроль активности печёночных трансаминаз, ЩФ и уровня билирубина.
При нарушениях функции почек и/или печени, а также при одновременном приёме аллопуринола, азатиоприн следует применять в более низких дозах.

## Лекарственное взаимодействие
При одновременном применении с ко-тримоксазолом возможно усиление миелотоксического действия азатиоприна. Описаны случаи развития тяжёлой лейкопении при одновременном применении с ингибиторами АПФ.